# Hôtel de Châteaugiron
Pour les articles homonymes, voir Châteaugiron.
L’hôtel de Châteaugiron ou hôtel de Boisgeffroi est un hôtel particulier situé à Rennes, au 10 et 12 rue de Corbin dans le quartier Centre, entre l’église Saint-Germain à l’ouest et le square de La Motte à l’est.

## Histoire
Le premier hôtel est édifié vers 1610 pour André Barrin, seigneur de Boisgeffroi.
Il passe ensuite dans les mains de plusieurs propriétaires dont René Le Prestre, seigneur de Lézonnet et de Châteaugiron, qui l'occupe de 1731 à 1797.
Élisa Napoléone Baciocchi, nièce de Napoléon Ier, vécut dans l’hôtel de son achat en 1860 à sa mort en 1869. On y voit sa marque à travers plusieurs aménagements dont l’escalier principal et la marquise de la cour.
Acheté par le département de la Guerre en 1869, il est resté propriété de l’armée jusqu’à nos jours. En 2000, il devient l’hôtel de commandement de la région terre Nord-Ouest avant de devenir en 2011 l'hôtel de commandement de l'état-major de soutien Défense de Rennes.
Les 12 et 15 juin 1940, Charles de Gaulle s'y trouve pour étudier la mise en place du « réduit breton », ligne de défense face à l'avancée Allemande. Une plaque commémore ce souvenir.
L'hôtel est inscrit monument historique depuis le 18 janvier 1967.

## Images

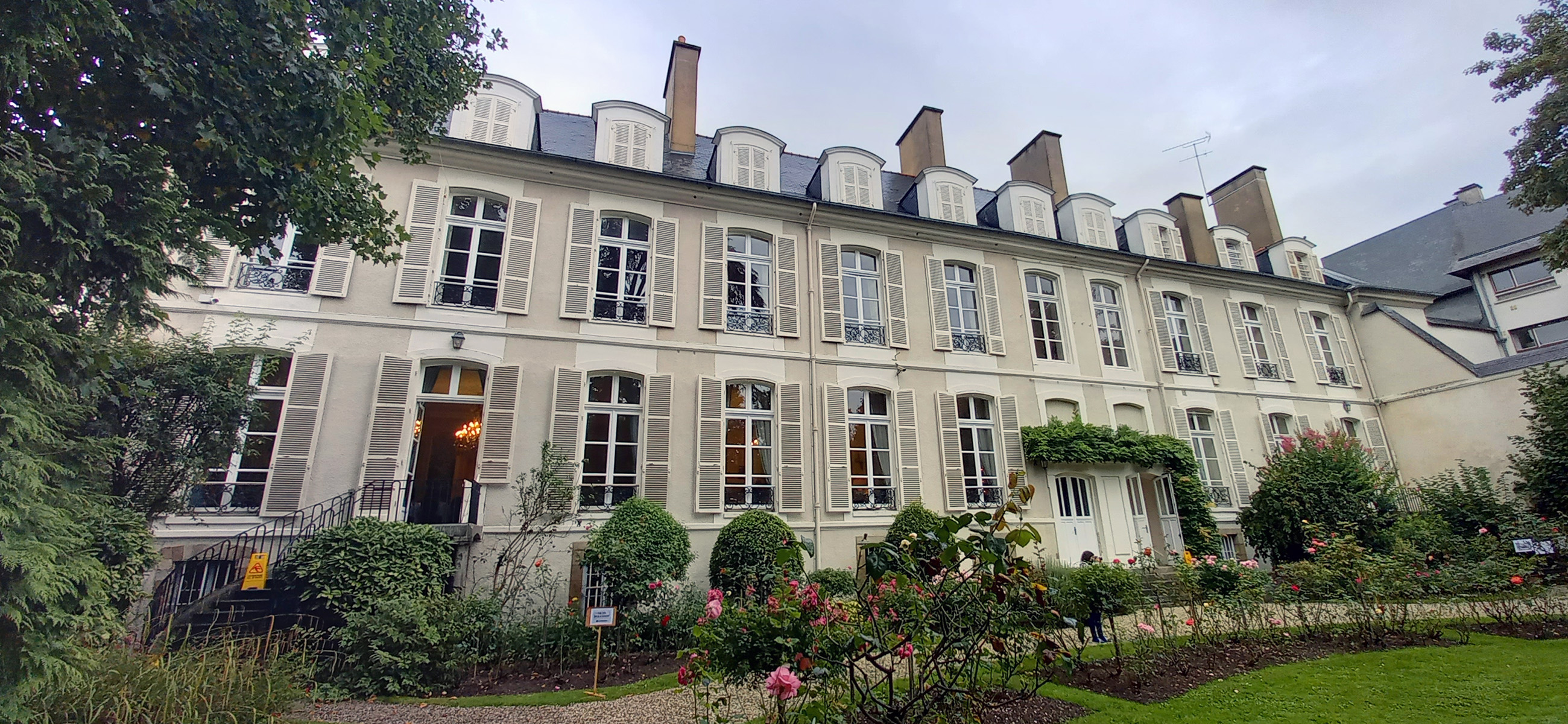
Vue du bâtiment principal côté sud depuis le jardin.
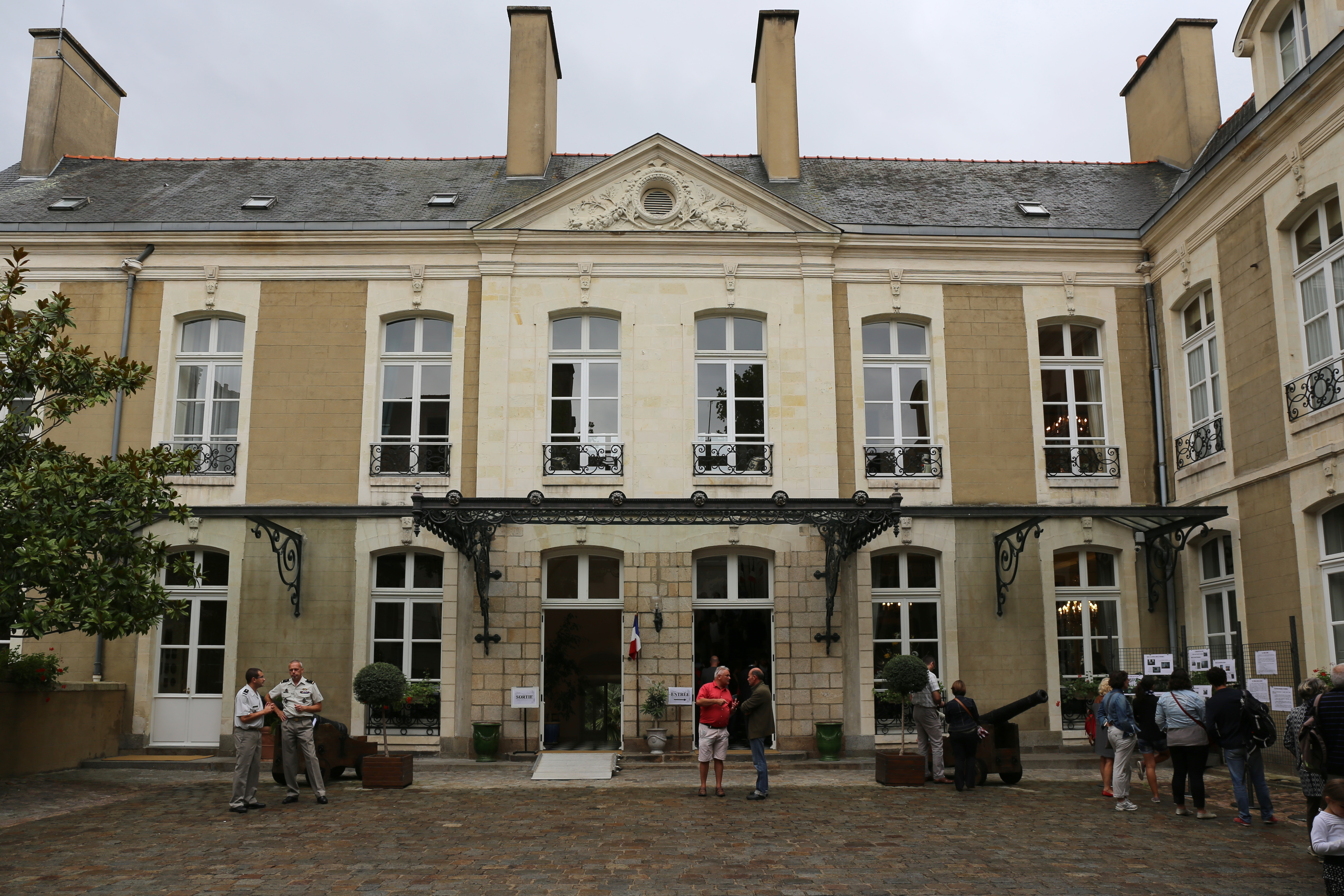
Façade de l’hôtel sur la cour.
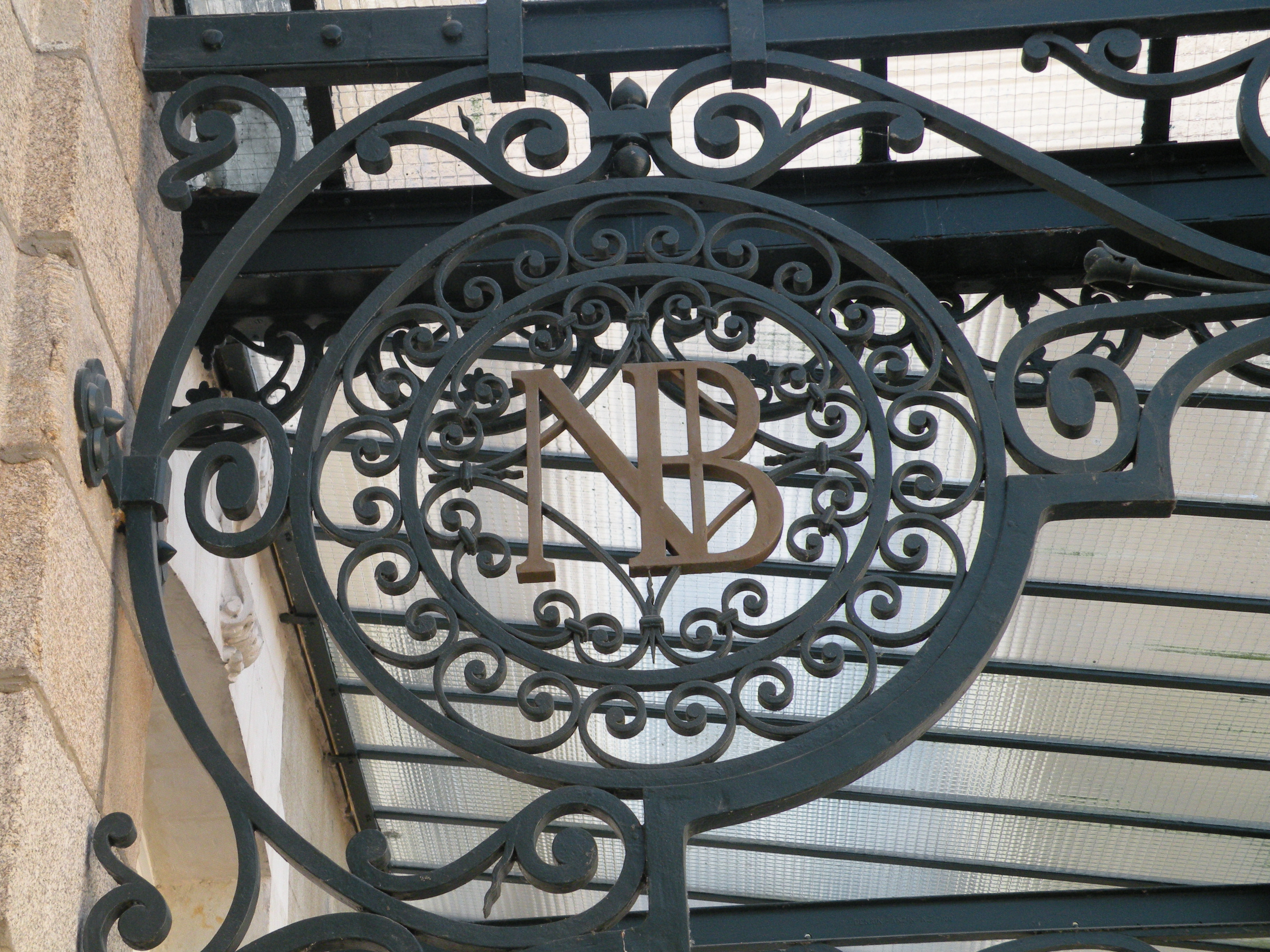
Monogramme NB pour Élisa Napoléone Baciocchi.
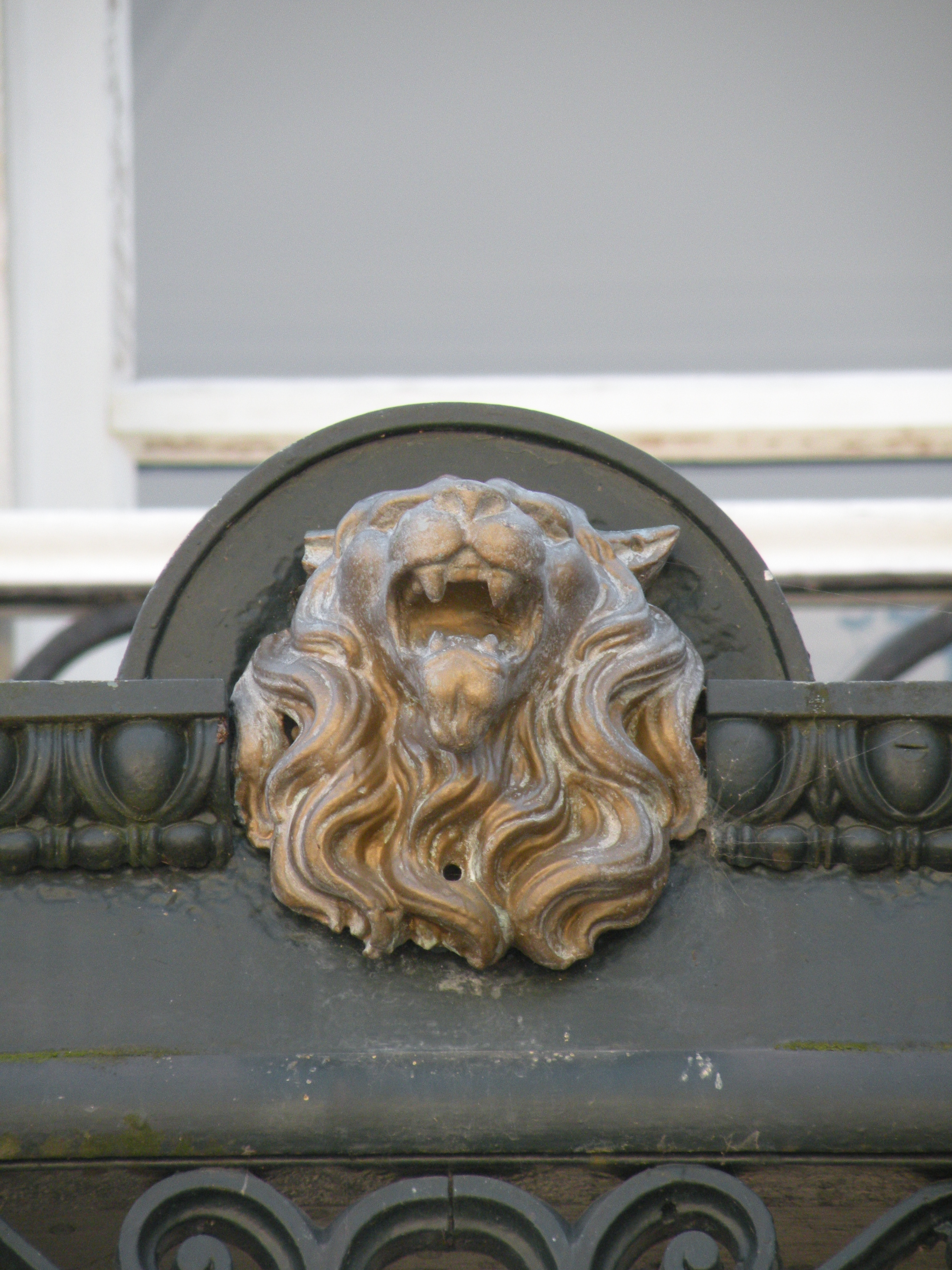
Mufle de Lion.
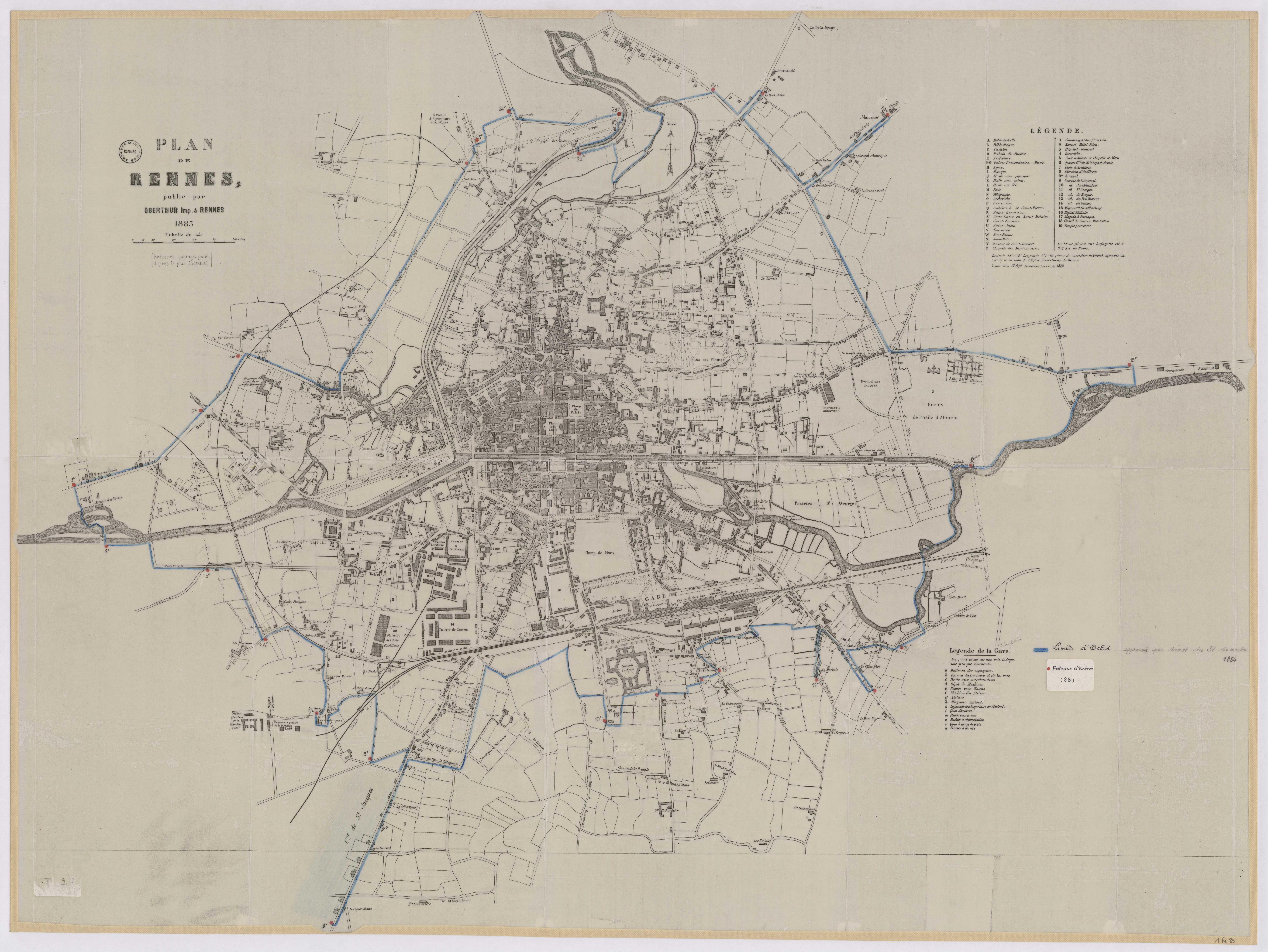
Plan de Rennes de 1885 où l'on peut lire « 6 Quartier Gal du 10e Corps d'Armée. »